# Sameraria
Sameraria é um género botânico pertencente à família Brassicaceae.